# Orthonops lapanus
Orthonops lapanus är en spindelart som beskrevs av Willis J. Gertsch och Stanley B. Mulaik 1940. Orthonops lapanus ingår i släktet Orthonops och familjen Caponiidae. Inga underarter finns listade i Catalogue of Life.